# Éjszaka a múzeumban – A fáraó titka
Az Éjszaka a múzeumban – A fáraó titka (eredeti cím: Night at the Museum: Secret of the Tomb) 2014-ben bemutatott amerikai vígjáték-kalandfilm, melyet Shawn Levy rendezett, valamint David Guion és Michael Handelman írt. A film a folytatása az Éjszaka a múzeumban (2006) és az Éjszaka a múzeumban 2. (2009) című filmeknek. A filmsorozat harmadik és egyben utolsó része. A főszereplők Ben Stiller, Robin Williams, Owen Wilson, Dan Stevens és Ben Kingsley.
A film premierje elsőként New Yorkban volt, a Ziegfeld színházban, 2014. december 11-én, majd az Amerikai Egyesült Államokban december 19-én, míg Magyarországon egy héttel később, december 25-én mutatták be a mozikban az InterCom forgalmazásában.
A filmben szereplő Robin Williamsnek ez volt az egyik utolsó befejezett filmje, mielőtt 2014. augusztus 11-én elhunyt. Az alkotók az ő emlékére ajánlják fel a filmet.

## Cselekmény
|  | Alább a cselekmény részletei következnek! |

1938-ban archeológusok egy kisebb csapata Egyiptomban Ahkmenrah fáraó sírja után kutat. A sírkamrára végül egy tizenkét éves fiú talál rá, egy régi, földalatti járat mélyén. A kutatócsoport begyűjt mindent, amit a sírkamrában talál, köztük Ahkmenrah fáraó aranytábláját is, noha a helyiek figyelmeztetik őket, nagy bonyodalmat okoznak, ha a táblát elviszik a helyéről.
Napjainkban a New York-i Természettudományi Múzeum éppen nagyszabású jubileumi megnyitójára készül, melynek egyik főszervezője Larry Daley, a biztonsági őr. Azonban valami gond merül fel Ahkmenrah aranytáblájával, ami életre kelti a kiállítást, ezért a kiállítási tárgyak elkezdenek furcsán viselkedni. Az ünnepség ennek fényében kész katasztrófába torkollik. Larry tanulmányozni kezdi a táblát, hogy rájöjjön, mi lehet a baja. Kideríti, hogy a 38-as Ahkmenrah-expedícióban részt vett Cecil Fredericks is, a múzeum korábbi biztonsági őre, ő volt az a fiú, aki egykor megtalálta a sírt. Szerinte a tábla baja az lehet, amit az egyiptomiak megjósoltak nekik, a megoldást pedig egyedül a tábla készítője, Ahkmenrah apja tudhatja. Az ő sírja a londoni British Múzeumban van kiállítva, így Larry vállalja, hogy odautazik.
Londonban vele tart tinédzser fia, Nick is, hogy a segítségére legyen. Tudtán kívül, vele utazik még a Természettudományi Múzeum néhány kiállítási tárgya, köztük Theodore Roosevelt, Attila, a hun, Jedediah cowboy, Octavius, a római minifigura, és egy neandervölgyi ősember, aki nagyon hasonlít Larryre. Ahkmenrah és aranytáblája is velük tart, és a táblának köszönhetően a múzeumban óriási felfordulás keletkezik. Larryék többször szembe kerülnek egy hatalmas 
triceratops csontvázzal, egy kilencfejű Xiangliu-szoborral, valamint Sir Lancelottal, Artúr király egyik lovagjával, aki meg akarja szerezni a táblát, mert azt hiszi, az a Szent Grál, amivel ő vissza akarja hódítani szerelmét, Guinevere királynét. A lovag végül megkaparintja a táblát, és elrohan vele a múzeumból. Ezt megelőzően Ahkmenrah apja, Merenkahre fáraó tudatja Larryékkel, hogy a táblának muszáj a telihold sugaraival érintkeznie, mivel az működteti a varázserejét. Ha a tábla nem jut holdfényhez napkeltéig, örökre elszáll belőle a varázslat.
A múzeumi csapat üldözőbe veszi Lancelotot, ám nehezíti helyzetüket, hogy a tábla életre kelti egész Londont, köztük a Trafalgar tér fémoroszlánjait is. Lancelot végül egy színházban köt ki, ahol aznap este a Camelot előadását játsszák, Hugh Jackman és Alice Eve főszereplésével. A lovagot igencsak lesújtja a hír, mikor tudomására jut, hogy a középkor már rég kiveszett, ő pedig nem több, mint múzeumi figura. Larrynek azonban sikerül őt meggyőznie, hogy ettől az élete még lehet értékes, így Lancelot visszaadja a táblát. Larrynek az utolsó pillanatban sikerül feltöltenie a hold sugaraival, mielőtt a kiállítási tárgyak végleg elveszítenék életerejüket.
Visszatérve a múzeumba, a kiállítási tárgyak úgy döntenek, Ahkmenrah-nak és táblájának most már itt van a helye a British Múzeumban a családjával. Ez persze azt jelentené, hogy a New York-i Természettudományi Múzeum tárgyai soha többé nem elevenedhetnének meg. A figurák nagy nehezen belenyugszanak a sorsukba. Larry hazaszállítja a barátait New Yorkba, és egy utolsó nagy búcsút vesz tőlük. Ezek után úgy dönt, ő is továbbáll az éjjeli őri pályától, és visszamegy tanulni, hogy diplomát szerezzen.
Három évvel később a British Múzeum kiállítási tárgyait ideiglenesen New Yorkba szállítják, köztük az aranytáblát is, így a Természettudományi Múzeum lakói még egy utolsó éjjelen újra életre kellhetnek, s nagyot mulathatnak. Odakintről Larry figyeli őket, s boldogan mosolyog.
|  | Itt a vége a cselekmény részletezésének! |

## Szereplők
| Larry Daley        | Ben Stiller                                                   | Kálloy Molnár Péter    |
| Larry Daley        | A Természettudományi Múzeum elszánt biztonsági őre.           |                        |
| Theodore Roosevelt | Robin Williams                                                | Mikó István            |
| Theodore Roosevelt | Viasz-szobor, az Egyesült Államok 26.-dik elnöke.             |                        |
| Jedediah           | Owen Wilson                                                   | Viczián Ottó           |
| Jedediah           | Cowboy minifigurában, Octavius hű barátja.                    |                        |
| Octavius           | Steve Coogan                                                  | Tahi Tóth László       |
| Octavius           | Római katona minifigurában, Jedediah barátja.                 |                        |
| Ahkmenrah          | Rami Malek                                                    | Seszták Szabolcs       |
| Ahkmenrah          | Ősi egyiptomi fáraó, Merenkahre fia.                          |                        |
| Merenkahre         | Ben Kingsley                                                  | Szilágyi Tibor         |
| Merenkahre         | Ősi egyiptomi fáraó, aki megalkotta a táblát, Ahkmenrah apja. |                        |
| Sir Lancelot       | Dan Stevens                                                   | Horváth Gergely        |
| Sir Lancelot       | Lovag, aki Artúr királynak dolgozott a középkorban.           |                        |
| Nick Daley         | Skyler Gisondo                                                | Czető Ádám             |
| Nick Daley         | Larry tinédzser fia, aki a felnőttévállás küszöbén áll.       |                        |
| Cecil Fredericks   | Dick Van Dyke                                                 | Ujréti László          |
| Cecil Fredericks   | Nyugdíjas biztonsági őr, Larry régi ellensége.                |                        |
| Gus                | Mickey Rooney                                                 | Izsóf Vilmos           |
| Gus                | Nyugdíjas biztonsági őr, Cecil régi társa.                    |                        |
| Reginald           | Bill Cobbs                                                    | Barbinek Péter         |
| Reginald           | Nyugdíjas biztonsági őr, Cecil és Gus régi társa.             |                        |
| Tilly              | Rebel Wilson                                                  | Kokas Piroska          |
| Tilly              | A British Múzeum biztonsági őre, Larry szövetségese.          |                        |
| Attila, a hun      | Patrick Gallagher                                             | Törköly Levente        |
| Attila, a hun      | Viasz-szobor, a hunok rettegett vezére.                       |                        |
| Robert Fredericks  | Brennan Elliott                                               | Király Attila          |
| Robert Fredericks  | Archeológus, Cecil néhai édesapja.                            |                        |
| Shepseheret        | Anjali Jay                                                    | Bertalan Ágnes         |
| Shepseheret        | Ahkmenrah édesanyja és Merenkahre felesége.                   |                        |
| Rose               | Andrea Martin                                                 | Vándor Éva             |
| Rose               | A múzeumi archívumban dolgozó idős hölgy.                     |                        |
| Hugh Jackman       | Hugh Jackman                                                  | Sinkovits-Vitay András |
| Hugh Jackman       | Önmaga, aki a West Endben Artúr királyt játssza.              |                        |
| Alice Eve          | Alice Eve                                                     | Zsigmond Tamara        |
| Alice Eve          | Önmaga, aki a West Endben Guinevere-t játssza.                |                        |
| Laaa               | Ben Stiller                                                   | Kálloy Molnár Péter    |
| Laaa               | Neandervölgyi ősember, aki a megszólalásig hasonlít Larryre.  |                        |

## Fogadtatás
Az Éjszaka a múzeumban – A fáraó titka vegyes értékeléseket kapott a kritikusoktól. A Metacritic oldalán a film értékelése 47% a 100-ból, ami 32 véleményen alapul. A Rotten Tomatoeson a film 48%-os minősítést kapott 87 értékelés alapján.